# Erigone zheduoshanensis
Erigone zheduoshanensis là một loài nhện trong họ Linyphiidae.
Loài này thuộc chi Erigone. Erigone zheduoshanensis được Da-xiang Song & Li miêu tả năm 2008.